# Pallavolo ai IV Giochi asiatici
La pallavolo ai IV Giochi asiatici si è disputata durante la IV edizione dei Giochi asiatici, che si è svolta a Giacarta, in Indonesia, nel 1962.

## Podi
| Evento                         | Oro      | Argento       | Bronzo    |
| Pallavolo maschile (dettagli)  | Giappone | India         | Pakistan  |
| Pallavolo femminile (dettagli) | Giappone | Corea del Sud | Indonesia |